# Thrips orientalis
Thrips orientalis är en insektsart som först beskrevs av Bagnall 1915.  Thrips orientalis ingår i släktet Thrips och familjen smaltripsar. Inga underarter finns listade.